# Anthony Laciura
Anthony Laciura (ur. 27 września 1951 w Nowym Orleanie) – amerykański śpiewak operowy związany z Metropolitan Opera, tenor, okazjonalnie także aktor telewizyjny.

## Życiorys
Urodził się w Nowym Orleanie w Luizjanie. Uczęszczał do szkoły katolickiej, w której występował w przedstawieniu świątecznym. Następnie dołączył do chóru chłopięcego. W wieku jedenastu lat, gdy był solistą w chórze, wystąpił w pierwszym akcie opery Giacoma Pucciniego Tosca. Absolwent studiów muzycznych na Loyola University New Orleans i na Tulane University. Debiutował w 1965 w przedstawieniu Louise w zespole New Orleans Opera Association, w kompanii tej występował następnie regularnie jako śpiewak operowy. W 1982 po raz pierwszy wystąpił w Metropolitan Opera w Kawalerze srebrnej róży. W teatrze tym wziął udział w ponad 800 spektaklach, śpiewając również m.in. w Cyruliku sewilskim, Mocy przeznaczenia, Francesce da Rimini, Tosce, Weselu Figara, Zemście nietoperza, Carmen, Turandot, Dziewczynie ze Złotego Zachodu, Falstaffie, Wozzecku i innych. Około 10 produkcji z jego udziałem zostało nagranych dla telewizji w ramach cyklu Live from the Metropolitan Opera. Pojawiał się również na scenach operowych w Genewie, Amsterdamie, Tokio, i Santa Fe.
W 2008 zrezygnował z regularnych występów. Zajął się działalnością reżyserską i dydaktyczną. W 2010 dołączył do regularnej obsady wyprodukowanego przez HBO serialu dramatycznego Zakazane imperium. Przez cztery sezony wcielał się w postać Eddiego Kesslera, kamerdynera głównego bohatera Nucky’ego Thompsona. W 2015 gościnnie wystąpił w jednym z odcinków Żony idealnej.

## Dyskografia[2]
- Gaetano Donizetti: Lucia di Lammermoor (Cheryl Studer, Plácido Domingo, Juan Pons, Samuel Ramey, Ion Marin i inni), wyd. Deutsche Grammophon, 1993.
- Wolfgang Amadeus Mozart: Le nozze di Figaro (Ferruccio Furlanetto, Dawn Upshaw, Kiri Te Kanawa, Thomas Hampson, James Levine i inni), wyd. Deutsche Grammophon, 1999.
- Giacomo Puccini: Madama Butterfly (Mirella Freni, José Carreras, Teresa Berganza, Juan Pons, Giuseppe Sinopoli), wyd. Deutsche Grammophon, 1989.
- Giacomo Puccini: Manon Lescaut (Mirella Freni, Luciano Pavarotti, James Levine i inni), wyd. Deutsche Grammophon, 1993.
- Giacomo Puccini: Tosca (Mirella Freni, Plácido Domingo, Samuel Ramey, Giuseppe Sinopoli), wyd. Deutsche Grammophon, 1992.
- Giuseppe Verdi: La traviata (Cheryl Studer, Luciano Pavarotti, Juan Pons, James Levine), wyd. Deutsche Grammophon, 1993.
- Giuseppe Verdi: Il trovatore (Plácido Domingo, Aprile Millo, James Levine i inni), wyd. Sony Music, 1994.
- Richard Wagner: Parsifal (Plácido Domingo, Jessye Norman, James Levine i inni), wyd. Deutsche Grammophon, 1994.